# 문세림
문세림(1982년 3월 12일 ~ )은 대한민국의 레이싱 모델이다.

## 개요
어린시절
1984년에 태어났다

## 경력

### 에이빙모델 경력
- 2014년 - 지스타 NHN엔터테인먼트 모델
- 2013년 - 서울국제모터쇼 현대자동차 모델
- 2011년 - 아시아모델협회 운영위원

### 레이싱모델 경력
- 2013년 - 코리아스피드페스티벌 현대자동차 레이싱모델

## 수상
- 2016년 - 2016 ASIA MODEL FESTIVAL 코리아레이싱모델 쇼앤어워즈 스포츠레이싱모델상
- 2015년 - NFC 전국피트니스선수권대회 여자 비키니 피트니스 부분 우승
- 2010년 - Jett Girl Supermodel Korea Search 특별상
- 2010년 - Jett Girl Supermodel Korea Search 스타상
- 2009년 - 제2회 신인 레이싱모델 선발대회 동상
- 2008년 - 환경모델선발대회 진